# Смоляков Андрій Ігорович
Андрій Ігорович Смоляков (нар. 24 листопада 1958, Подольськ, Московська область, РРФСР, СРСР) — радянський і російський актор театру і кіно. Народний артист Російської Федерації (2004), лауреат Державної премії РФ у галузі театрального мистецтва (2003).

## Біографія
Народився 24 листопада 1958 року в Подольську, Московська область. Батько — заводський слюсар, мати — вчителька фізики і математики.
У шкільні роки займався волейболом і навіть грав за збірну Московської області.
У 1975 році вступив до Театрального училища ім. Б. Щукіна на курс Алли Олександрівни Казанської. Через два роки Костянтин Райкін, на той момент артист «Современника» і помічник Олега Табакова в його театральній студії, запросив Смолякова на роль Мауглі в своєму спектаклі «Прощавай, Мауглі!». Дізнавшись, що студент Щукінського училища репетирує «у сумнівного Табакова», ректор училища Г. Л. Пелісьє заборонив молодому актору брати участь у виставі. Після третього курсу Андрій Смоляков перевівся до Державного інституту театрального мистецтва імені А. В. Луначарського (ГІТІС), побажавши вчитися на курсі Олега Табакова, який якраз викладав у цьому закладі. Таким чином, в 1978 році Смоляков став студентом майстерні Олега Табакова.
Того ж 1978 року знявся в своєму першому фільмі — «Цілуються зорі» режисера Сергія Никоненка .
Закінчивши ГІТІС в 1980 році, Смоляков розраховував потрапити до трупи театру «Табакерка» Олега Табакова, але театр був закритий рішенням першого секретаря МГК КПРС Віктора Гришина. У зв'язку з цим в 1980—1982 роках працював у Московському драматичному театрі імені М. В. Гоголя, граючи маленькі вступні роботи і ролі в дитячих спектаклях, які йшли вранці.
У 1982—1986 роках перебував у трупі Театру мініатюр під керівництвом Аркадія Райкіна в Москві, знімався в кіно і працював педагогом на новому курсі Олега Табакова.
З 1986 року працює в Московському театрі Олега Табакова.
Режисирував спектакль «Нащадок», але, за словами самого актора, він ніколи в житті цим займатися більше не буде:

«…Тому що мені страшно. У мене це нормальний, здоровий страх, в силу того що я — людина амбітна і самозакохана. Режисер — це людина, яка величезний натовп людей бере і кличе в дуже важку дорогу. А я боюся, що по дорозі, не дійшовши кінця, я розгублю інтерес цих людей до себе. Ось такі у мене страхи. Така фобія».
— Андрій Смоляков, 4 липня 2006 року.
Спочатку знімався в ролях позитивних героїв («Про тебе» (1981), «Вітражних справ майстер» (1985), «Державний кордон. Рік Сорок перший» (1986), «Іван Бабушкін» (1985)), пізніше перейшов грати серіальних негідників («День народження Буржуя» (1999—2001), «Втратили сонце» (2004), " Тульський Токарєв " (2010), «Дві долі» (2004—2005)). Відомий за роллю слідчого Івана Черкасова в циклі багатосерійних детективних телевізійних художніх фільмів: «Мосгаз» (2012), «Кат» (2014 року), «Павук» (2015), «Шакал» (2016), «Операція „Сатана“» (2018), «Формула помсти» (2019) і «Катран» (2020).
У жовтні 2007 року в результаті вуличного нападу отримав травму голови і струс мозку. Був госпіталізований.
17 вересня 2016 року на сцені Державного театру націй відбулася прем'єра вистави «Механічний апельсин», поставленого режисером Філіпом Грігорьяном за однойменним романом Ентоні Берджесса, в якому Андрій Смоляков зіграв головну роль письменника.
У серпні 2018 року знявся у проморолику " Першого каналу " під назвою «Новий першокласний сезон» .

## Творчість

### Ролі в театрі

#### Московський театр-студія під керівництвом Олега Табакова
- 1979 — «Прощавай, мауглі!» Р. Кіплінга, Реж .: Андрій Дрознін, Костянтин Райкін — Мауглі, (прем'єра — 12 травня 1979)
- 1985 — «Дивакуватий Журден» М. О. Булгакова, Реж .: Олег Табаков, Авангард Леонтьєв — Учитель танців і Ков'єль, (прем'єра — 3 квітня 1985)
- 1987 — «Крісло» А. Марина за Ю. Поляковим, Реж .: Олег Табаков — Чесноков, (прем'єра — 1 березня 1987)
- 1987 — «Алі-Баба та інші» В. Б. Смєхова, Реж .: В. Б. Смєхов — Ахмед, (прем'єра — 18 жовтень 1987)
- 1987 — «Білоксі-Блюз» Ніла Саймона, Реж .: Олег Табаков — Рядовий Джозеф Віковській, (прем'єра — 7 грудня 1987)
- 1988 — «Дірка» О. М. Галина, Реж .: Олександр Галин — Карандасов, (прем'єра — 28 травня 1988)
- 1988 — «Віра. Любов. Надія» Е. фон Хорвата, Реж .: Максиміліан Шелл — Смерть
- 1989 — «Затоварена бочкотара» В. І. Аксьонова, Реж .: Євген Каменькович — Бородкін Віктор Ілліч (прем'єра — 9 квітня 1989)
- 1990 — «Звичайна історія» Віктора Розова (за І. Гончаровим), Реж .: Олег Табаков — Сурков, (прем'єра — 28 лютого 1990)
- 1990 — «Матроська тиша» О. А. Галича, Реж .: Олег Табаков — Одинцов, (прем'єра — 21 листопада 1990)
- 1991 — «Ревізор» М. В. Гоголя, Реж .: Сергій Газаров — Аммос-Федорович Ляпкін-Тяпкін (прем'єра — 17 квітня 1991)
- 1992 — «Норд-ост» А. Богдановича, Реж .: Олег Табаков — Вознесенський, (прем'єра — 7 січня 1992)
- 1992 — «На благо Вітчизни» Тімберлейка Вертенбейкера, Реж .: Ірина Браун — Капітан Коллінз і Роберт Сайдвей (прем'єра — 17 листопада 1992)
- 1993 — «Пристрасті за Бумбарашем» Ю. Кіма . Реж .: Володимир Машков — Поручик, (прем'єра — 16 травня 1993)
- 1993 — «Механічне піаніно» О. А. Адабашьян і М. C. Михалкова за А. П. Чеховим, Реж .: Олег Табаков — Сергій Павлович Войніцев, (прем'єра — 28 листопада 1993)
- 1994 — «Смертельний номер» Олега Антонова, Реж .: Володимир Машков — Чорний, (прем'єра — 4 жовтня 1994)
- 1997 — «Камера обскура» В. В. Набокова, Реж .: Антон Кузнєцов — Роберт Горн (прем'єра — 7 жовтня 1997)
- 1998 — «Ще Ван Гог …» Валерія Фокіна, Реж .: Валерій Фокін — Доктор, (прем'єра — 20 січень 1998)
- 1999 — «Батько» Августа Стріндберга, Реж .: Артак Григорян — Ротмістр, (прем'єра — 12 червень 1999)
- 2000 — «На дні» М. Горького, Реж .: Адольф Шапіро — Актор (прем'єра — 31 березень 2000)
- 2001 — «А в Конго є тигри?» Бенгта Ларс Альфорс, Юхана Баргума, Реж .: Райян-Сінікка Рантала — Письменник Б (прем'єра — 8 листопада 2001 року)
- «Останні» — Олександр
- 2002 — «Лицедій» Томаса Бернгарда, Реж .: Міндаугас Карбаускіс — Брюскон, лицедій (прем'єра — 12 травня 2002 року)
- 2003 — «Біг» М. О. Булгакова, Реж .: Олена Невежина — Роман Валер'янович Хлуд (прем'єра — 14 грудня 2003)
- 2003 — «Синхрон» Томаса Хюрлімана, Реж .: Міндаугас Карбаускіс — І, (прем'єра — 24 червень 2003)
- 2005 — «Нащадок» Володимира Жеребцова, Реж .: Іскандер Сакаєв, Андрій Смоляков, Олег Табаков — Лабудигін, капітан НКВС (прем'єра — 10 січня 2005 року)
- 2008 — «Батьки і діти» І. С. Тургенєва, Реж.: Костянтин Богомолов — Павло Петрович Кирсанов (прем'єра — 30 березня 2008)
- 2016 — «В очікуванні варварів» Джона Максвелла Кутзеє, Реж .: Олександр Марін — Суддя, (прем'єра — 12 травня 2016)

#### Московський Художній театр імені А.П.Чехова
- 1997 — «Камера обскура» за романом Володимира Набокова . Режисер: Антон Кузнєцов
- 2004 — Лопахін — «Вишневий сад», за однойменною п'єсою А. П. Чехова, реж. Адольф Шапіро[6]
- 2013 — Олексій Васильович Турбін — " Біла гвардія « М. О. Булгакова, реж. Сергій Женовач (введення)[7]
- Іан („Сяючий місто“ К. Макферсона)
- Маркіз д'Орсіньї („Кабала святош“ М. Булгакова)
- Перший воїн („Облога“ Є. Гришковця)
- Солоний („Три сестри“ А. П. Чехова)
- Іванов („Іванов“ А. П. Чехова)

#### Експериментальний театральний центр нової драми „Практика“ (Москва)
- Гюнтер („Весільна подорож“ В. Сорокіна)
- Цейтлін (Небожителі» І. Симонова)
- «Цільова аудиторія» І. Симонова. Реж .: Руслан Маліков

#### Державний театр націй (Москва)
- 2016 — Письменник — «Механічний апельсин» за однойменним романом Ентони Берджеса. Режиср: Філіп Григорян[4].

### Фільмографія
1. 1978 — Близька далина —  Микита Олексійович Тропарьов, ветеринар
2. 1978 — Отець Сергій —  Альоша, послушник
3. 1978 — Цілуються зорі —  Льошка Кузнецов, сільський хлопець, тракторист, гармоніст  (роль озвучив Володимир Носик)
4. 1979 — Батько і син —  Олексій, син Романа Бастрикова  (роль озвучив [[Спиридонов Вадим Семенович | Вадим Спиридонов] ])
5. 1980 — Коней на переправі не міняють —  Саша
6. 1981 — Андрій і злий чарівник —  Андрій-Всіх-Добріше
7. 1981 — Про тебе —  Альоша
8. 1981 — На початку гри —  Віктор Круглов, футболіст
9. 1981 — Циганське щастя —  Геннадій, шофер
10. 1982 — Батьків не вибирають —  Микола Бурлаков
11. 1983 — Привіт з фронту —  Петя Лаптєв
12. 1983 — Духовий оркестр (короткометражний) —  Микола Єгорович
13. 1984 — Смуга перешкод —  Женя
14. 1985 — Іван Бабушкін —  Бялий, підпільник
15. 1985 — Протистояння —  справжній Григорій Мілінко  (роль озвучив Сергій Паршин)
16. 1986 — Державний кордон. Рік Сорок перший —  Микола Гриневич, сержант
17. 1986 — Попутник —  інспектор ДАІ
18. 1987 — Дні і роки Миколи Батигін —  Микола Батигін-молодший
19. 1987 — Наприкінці ночі —  Янек, полонений поляк
20. 1987 — Іван Великий —  старший лейтенант, командир роти
21. 1988 — Граматика любові —  Олександр
22. 1988 — Шляхетний розбійник Володимир Дубровський —  Тимоха
23. 1988 — Відрядження —  Віктор Семенов
24. 1989 — Сталінград —  Леонід Микитович Хрущов, радянський військовий льотчик, гвардії старший лейтенант ВПС СРСР, син Микити Хрущова
25. 1989 — Візьми мене з собою — Микола, аферист
26. 1990 — День кохання —  Костянтин Типін, бандит-художник, ватажок «моталки»
27. 1990 — Місце вбивці вакантне... —  Ігнатов Олександр
28. 1990 — Холм —  сільський гармоніст
29. 1991 — Вербувальник —  Вадим Анатолійович Кузін / Борис Іванович Кошелев, злодій-рецидивіст і вбивця
30. 1991 — Оголена в капелюсі —  Костянтин Телегін, журналіст
31. 1991 — Похорон на другому поверсі —  Андрій Миколайович Бугров, капітан КДБ
32. 1992 — Метро —
33. 1993 — Запах осені —  чоловік
34. 1993 — Кумпарсита —  Андрій Петрович, вчитель танців
35. 1993 — Пристрасті за Анжелікою —  Віталій Вульфович Кудрін, чоловік Анжеліки
36. 1993 — Плащ Казанови —  товариш Валі
37. 1993 — Російський регтайм —  офіцер у ресторані
38. 1994 — Цинкові хлопчики —  Андрій
39. 1995 — Трибунал /  Tribunal  (Швеція) —  віце-адмірал
40. 1996 — Привіт, дурні! —  Володя, охоронець
41. 1997 — Грішна любов —  Олексій Степанович, лікар
42. 1998 — Гамільтон /  Hamilton  (Швеція) —  Барабанов
43. 1999 —  2001 — День народження Буржуя —  Володимир Кудла
44. 1999 — Тонка штучка (Подвійна загроза) —  Олексій Громов («Боксер»), глава другої місцевої ОПГ, молодий «авторитет»
45. 2000 — Тихі вири —  Іван Павлович, заступник Антона Михайловича Каштанова
46. 2002 — Слідство ведуть ЗнаТоКи —  Юрій Денисович Юр'єв, слідчий 
  1. Третейський суддя
  2. Пуд золота
47. 2002 — Льодовиковий період —  Олександр Євгенович Скорик («Погон»), кілер, колишній міліціонер
48. 2003 — Убивча сила 4 —  Ілля Мухін, колишній оперуповноважений міліції, начальник служби безпеки банку 
  1. (фільм № 6 «Принцип провини»)
49. 2003 — Антикілер 2: Антитерор —  Волошин
50. 2004 — Діти Арбата —  Микола Іванович Єжов
51. 2004 — Штрафбат —  Федір Баукін, командир роти
52. 2004 — Диверсант —  майор-дізнавач
53. 2004 — Ігри метеликів —  Глєбов
54. 2004 — Легенда про Кощія або В пошуках тридесятого царства — Удал, батько Кощія
55. 2004 — Тато —  Одинцов
56. 2004 — Втратили сонце —  Цибін, найманий вбивця
57. 2004 — Дві долі. Блакитна кров —  Альберт Поліщук, знайомий Кирила Слєпнєв
58. 2005 — Весілля Барбі —  Олександр Прокопов
59. 2005 — Мисливці за іконами —  Дмитро Бєглов («Бігун»)
60. 2005 — Втеча —  Андрій Топілін, підполковник
61. 2005 — Ад'ютанти любові —  Талейран
62. 2005 — Дві долі. Золота клітка —  Альберт Поліщук, знайомий Кирила Слєпнєв
63. 2006 — Патруль —  Єрмаков
64. 2006 — Група ZETA —  Борис Стронцев, організатор групи / Борис Геннадійович Бекешев
65. 2006 — В ритмі танго —  Дмитро Колган
66. 2006 — Консерви —  Петро Сергійович Родіонов, полковник ФСБ
67. 2006 — Андерсен. Життя без любові —
68. 2007 — Свій-чужий — Петро Андрійович Крилов, полковник
69. 2007 — Бухта страху —  Вадим Кравченко, чоловік Катерини
70. 2007 — Зараження /  Contamination  —  Андрій Романович Дудін
71. 2008 — Той, хто гасить світло —  Микола Федоров, батько вбитої дівчинки
72. 2008 — Козаки-розбійники —  «Старий»
73. 2008 — Улюблена дочка тата Карло —  Костянтин Петрович Воронцов, бізнесмен на прізвисько «Папа Карло»
74. 2008 — Особливий відділ (документальний) —  Дослідник
75. 2009 — Ісаєв —  Павло Петрович Постишев, комісар
76. 2009 — Наказано знищити! Операція: «Китайська шкатулка» —  Хайнц Грейфе, оберштурмбанфюрер СС
77. 2009 — Виходжу тебе шукати —  Василь, колишній «афганець»
78. 2009 — Доброволець —  Володимир, батько «Тіра»
79. 2009 — 9 травня. Особисте ставлення (новела «Пояснювальна») —  Костромітін
80. 2009 — Журов (фільм № 4 «Тяжкий хрест», серії 7-8) —  Микола Володимирович Сметанін, депутат обласної Думи, чоловік Людмили Степанівни, батько Олексія
81. 2009 — Коли падають гори —  Тимофій Григорович
82. 2010 — Каденции —  пан N
83. 2010 — Тульський Токарев —  злодій на прізвисько «Варшава»
84. 2010 — Казка. Є (новела № 1 «Мир іграшок») —  «Злий клоун»
85. 2010 — Повернення в «А» — військовий лікар, голова військово-лікарської комісії
86. 2010 — Будинок зразкового утримання —  Стефан Стефанович Томський
87. 2011 — Захист свідків —  Павло Андрійович Макуха, начальник управління
88. 2011 — Висоцький. Спасибі, що живий —  Віктор Михайлович Бехтеєв, полковник КДБ Узбецької РСР
89. 2011 — Бігти —  Вадим Миколайович Сомов, начальник слідчого відділу
90. 2012 — Зоннентау —  Волочай, майор НКВС / Волочай, його онук, майор поліції
91. 2012 — Відрив —  Михайло Іванович Аргунов
92. 2012 — Мосгаз —  Іван Петрович Черкасов, майор міліції, співробітник МУРу
93. 2013 — Кур'єр з «Раю» —  Іван Дмитрович, полковник поліції
94. 2013 — Сталінград —  Василь Поляков («Ангел»), сержант-артилерист
95. 2013 — Попіл —  Вітя «Гардероб», кримінальний авторитет, спільник Сенька «Попелу»
96. 2013 — На крилах —  Фомін
97. 2014 — Вій —  отець Паїсій
98. 2014 — Урок —
99. 2014 — Чемпіони —  Микола Круглов-старший, біатлоніст
100. 2014 — Інквізитор — Генріх Карлович Штольц, місцевий олігарх, «тіньовий» глава міста Мельберг на прізвисько «Вальтер»
101. 2014 — Григорій Р. —  Генріх Іванович Світтен, слідчий
102. 2014 — Хрещений —  Ігор Федорович, генерал
103. 2014 — Зірка —  Сергій Володимирович, заступник міністра, батько Кості
104. 2014 — Кат —  Іван Петрович Черкасов, майор міліції, співробітник МУРу
105. 2014 — Грішник — Віктор Михайлович Лаптєв, батько Владислава
106. 2015 — Владика часу —  Павло Андрійович
107. 2015 — Орлова і Александров —  Максим Горький, російський письменник
108. 2015 — Павук —  Іван Петрович Черкасов, майор міліції, співробітник МУРу
109. 2015 — Батьківщина — Ігор Михайлович, бізнесмен, батько Єви
110. 2015 — Ставка на любов —  Руслан «Сухумський»
111. 2016 — День виборів 2 —  Валентин Степанович, співробітник адміністрації президента
112. 2016 — Я — вчитель —  Костянтин Дмитрович Риков, полковник РОА
113. 2016 — Злочин —  Ігор Миколайович Лавров, власник фірми «Автозапчастини від Лаврова», чоловік Анни, батько Тетяни, Євгенія і Максима
114. 2016 — Шакал —  Іван Петрович Черкасов, майор міліції, співробітник МУРу
115. 2016 — Вікінг —  Рогволод, князь полоцький
116. 2016 — Спокуса —
117. 2016 — Повернути за всяку ціну —
118. 2016 — Селфі —
119. 2016 — Барон —  російський генерал Леонід
120. 2017 — Міфи —  Володимир
121. 2017 — Рух вгору — Григорій Митрофанович Моісеєв, голова Федерації баскетболу СРСР
122. 2017 — Фенікс —
123. 2017 — Наліт —  Андрій Рижов
124. 2018 — Прощатися Не будемо —  Іван Степанович Конєв, генерал-полковник
125. 2018 — Сокира —  Іван Ілліч Родін (Іван Андрійович Васильєв), сибірський відлюдник, колишній козачий офіцер, фронтовик
126. 2018 — Тренер —  Валерій Столєшников, батько футболіста і тренера команди «Метеор» Юрія Столєшникова
127. 2018 — Прибулець —  Олександр Михайлович Ковальов, керівник польотів
128. 2018 — Операція «Сатана» —  Іван Петрович Черкасов, майор міліції, співробітник МУРу
129. 2018 — Чужа дочка —  Федорович
130. 2019 — Зустріч. Очима ангелів —
131. 2019 — Завод —  Костянтин Калугін, олігарх
132. 2019 — Мертве озеро —  Юрій Михайлович Кобрин, власник холдингу з виробництва урану «Уранікум»
133. 2019 — Агєєв —  Антон Агєєв
134. 2019 — Формула помсти — Іван Петрович Черкасов, майор міліції, співробітник МУРу
135. 2020 — Катран —  Іван Петрович Черкасов, майор міліції, співробітник МУРу
136. 2020 — Карамора —  Свечников
137. 2020 — Вогонь —  Володимир Іванович Громов
138. 2020 — Роль —
139. 2020 — Московська гірка —
140. 2020 — Барон: Повернення — російський генерал Леонід
141. 2021 — Сокира 1943 —  Іван Ілліч Родін
142. 2021 — Етерна —  Магнус Арістід
143. 2021 — Любов —
144. 2021 — Доля диверсанта —  Віктор Павлович Климко
145. 2021 — Мосгаз 8 —  Іван Петрович Черкасов, майор міліції, співробітник МУРу
146. 2021 — Художник —  Майор Єфімов

#### Зйомки в кліпах
- 1993 — знявся в кліпі групи «Серьга» «Тёплый воздух от крыш».

## Визнання заслуг

### Державні нагороди Російської Федерації
- 1994 — почесне звання «Заслужений артист Російської Федерації» — за заслуги в галузі мистецтва[8] .
- 2003 — лауреат Державної премії Російської Федерації в галузі театрального мистецтва — за виконання ролей класичного і сучасного репертуару.
- 2004 — почесне звання " Народний артист Російської Федерації " — за великі заслуги в галузі мистецтва[1] .